# Janette Scott
Janette Scott, född 14 december 1938 i Morecambe i Lancashire, är en brittisk skådespelare.
Dotter till skådespelerskan Thora Hird. Hon började sin karriär som barnstjärna och medverkade sedan i flera brittiska och amerikanska filmer. Åren 1966–1977 var hon gift med sångaren Mel Tormé.

## Filmografi, ett urval
- Stormpatrullen (1943)
- Det mörka rummet (1951)
- Skola för skojare (1960)
- Hyss i hytten (1961)
- The Day of the Triffids (1963)
- Bikini Paradise (1967)